# Altossano-Comte Lumiares
Altossano-Comte Lumiares (també conegut simplement com a Altossano) és un barri de la ciutat d'Alacant, a la comarca de l'Alacantí (País Valencià). Limita al nord amb el barri de lo Morant, a l'est amb els barris de Nou Alacant i les Carolines Altes, al sud amb el barri de Campoamor i a l'oest amb el barri dels Àngels. Segons el cens de 2018, té una població de 10.781 habitants (5.221 homes i 5.687 dones).

## Història
El barri s'estén al llarg de l'espai anomenat antigament hort de Devesa, en un altiplà als peus del Tossal, conegut popularment com a turó de la República. Els terrenys eren agrícoles i industrials i hi destacaven els horts, les granges i una indústria ceràmica de la qual encara es conserven les ximeneres. Els barris de les Carolines Altes i Baixes havien acabat el seu procés d'urbanització entre 1920 i 1960 i la ciutat requeria nous terrenys on créixer; a començaments del segle xx, hi havia diversos xalets i cases de lleure que eventualment van ser abandonats, construint-s'hi edificis de tipus residencial. En 1950 s'havien acabat de construir els primers edificis al barri dels Àngels, en un desenvolupament anomenat popularment pels alacantins com «el Montoto», en honor de l'empresa constructora del conjunt. Les primeres urbanitzacions al barri de l'Altossano es van realitzar als voltants dels anys 70, molt després que els seus veïns de les Carolines.
El nom castellà Altozano significa «turó o mont de poca alçària en terreny pla» en castellà. Altossano és una valencianització d'aquesta forma. La traducció al català del mot («altell») no té gaire tradició, tot i el seu ús ocasional per part de la comissió foguerera. Existeix l'etimologia popular Alto-sano ('alts sans'), referida sobretot a l'època anterior a la urbanització del barri. El nom de Comte Lumiares el rep d'una important avinguda que fa de frontera del barri i porta el nom d'Antonio Valcárcel Pío de Saboya y Moura, comte de Lumiares, arqueòleg i historiador alacantí del segle xviii.

## Geografia
El barri se situa en un altiplà del Tossal i és travessat per un profund torrent subterrani d'aigua que acaba desembocant a la Rambla. Limita pel nord amb la Gran Via, concretament el fragment del carrer de Colòmbia.

## Serveis
Té connexió amb les línies d'autobús 04, 08, 13, 17, 24 i 24N, així com una connexió propera amb el TRAM. Presenta una gran quantitat de negocis d'hostaleria i serveis, i també l'IES Doctor Balmis i diverses places públiques com la plaça d'Amèrica, la plaça d'Altossano i la plaça de la Creu Roja. A més, l'Hospital General d'Alacant es troba a aquest barri.

## Monuments
- Ximeneres de la Cerámica de Altozano, d'inicis del segle xx.
- Antic Hospital Militar, actual Subdelegació de Defensa,[5] construït entre 1926 i 1929.[6]

## Personatges il·lustres
Vicente Bañuls Aracil, pare de l'escultor Daniel Bañuls, va viure i tindre el seu taller a un xalet en l'actual barri de l'Altossano.

## Carrers
- Colòmbia: forma part de la Gran Via. Nació sud-americana.
- Novelda: municipi valencià de la comarca del Vinalopó Mitjà. Aquesta era l'antiga carretera d'accés a l'interior de la província.
- Arquitecte Gaudí: arquitecte modernista català.
- Eduardo Torroja: enginyer especialista en formigó.
- Rovira i Salafranca: Manuel Rovira i Salafranca, mossèn alacantí del segle xviii.[8]
- Olof Palme: primer ministre suec assassinat durant el seu mandat.
- Leonardo da Vinci: inventor i erudit italià del renaixement.
- Comte de Lumiares: Antonio Valcárcel Pío de Saboya y Moura, comte de Lumiares, arqueòleg i historiador alacantí del segle xviii.
- Ceràmica: en honor de la indústria ceràmica que hi existia.
- Manuel Macià Sempere: futbolista valencià de Santa Pola que va lluitar en el bàndol republicà de la Guerra Civil.
- Martin Luther King: lluitador pels drets de les persones afroamericanes als Estats Units.
- Pintor Baeza: Manuel Baeza Gómez: pintor alacantí del segle xx.[9]
- Mestre Alonso: compositor espanyol de sarsueles que va escriure l'himne de les Fogueres de Sant Joan.
- General Pintos: Guillermo Pintos Ledesma, general espanyol de finals del segle xix.[8]
- Pintor Otilio Serrano: pintor alacantí coetani a Gastó Castelló.
- Pau Casals: músic català.
- Francesc Verdú: jutge d'Alacant al segle xviii.[8]
- Agustín González Orts.
- Alfonso Guixot Guixot: empresari de l'esport i la tauromàquia alacantí.
- Monsenyor Romero: sacerdot salvadorenc assassinat per motius polítics.
- Roselló: propietari dels terrenys.[8]
- Llinares: propietari dels terrenys.[8]
- Jacinto Benavente: escriptor castellà.
- Gran Via: via de circumval·lació.
- Claudio Coello: pintor del barroc espanyol.
- Uruguai: nació sud-americana.
- Sacerdot Isidro Albert: mossèn alacantí que va escriure diverses obres al segle xix.[10]
- Vicente Aleixandre: poeta espanyol de la Generació del 27.
- L'Aaiun: capital de l'estat no reconegut del Sàhara Occidental i antiga colònia espanyola.
- Fotògrafa Pilar Cortés Alemany: fotògrafa del diari local Información.[11]
- General Navarro: Juan José Navarro, botifler i mariner espanyol del segle xviii.[8]
- General Ros de Olano: general i escriptor romàntic espanyol.
- Canonge Genestar: Juan Genestar Capellín, sacerdot alacantí de començaments del segle xx que va desenvolupar tasques de caritat.[8]
- Devesa: possiblement referida a Vicent Devesa Cano, propietari dels terrenys; o la família Devesa, habitants de les primeres cases d'aquest carrer.[12]

## Festes

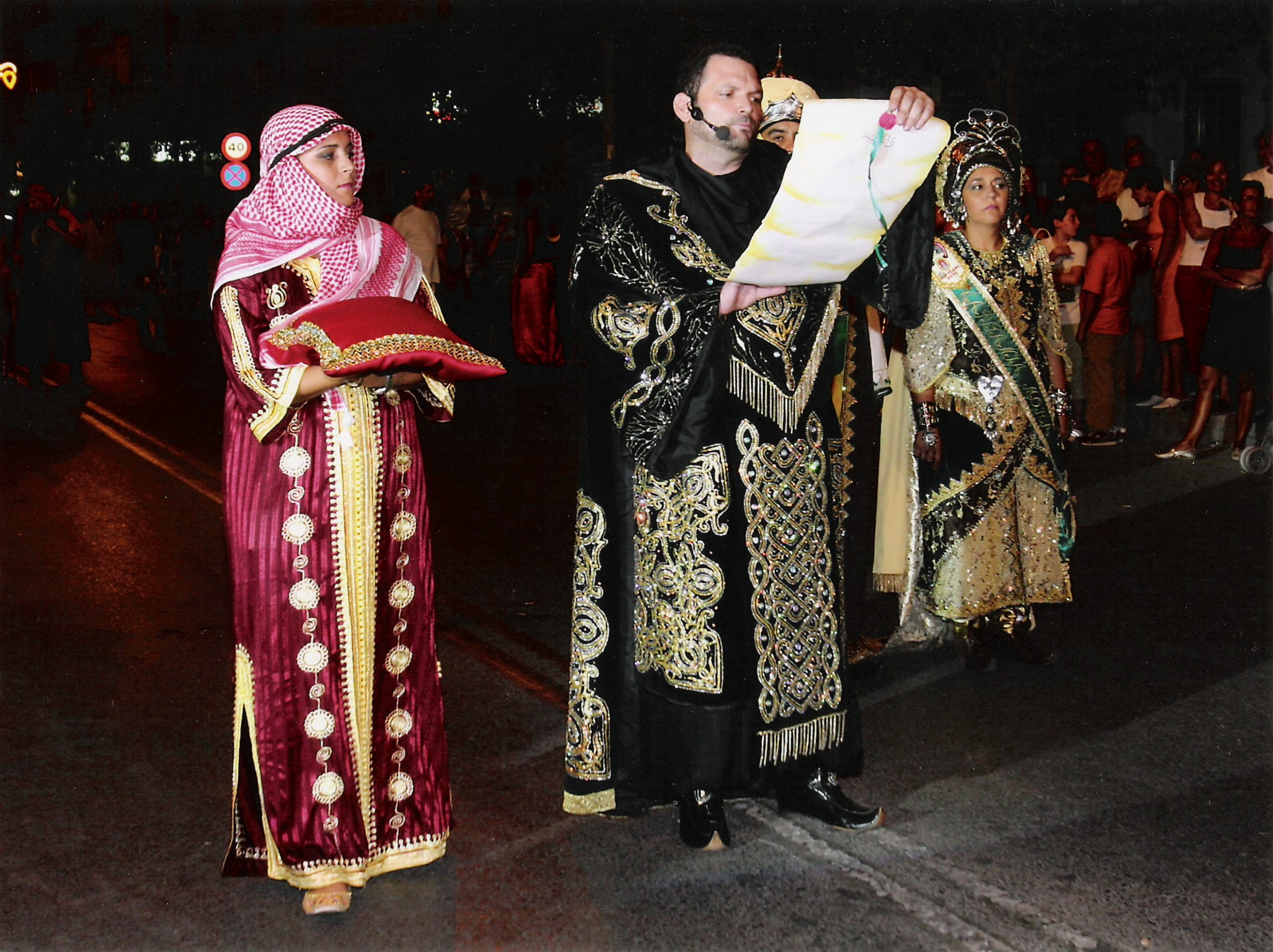
Parlament de l'Ambaixada Mora d'Altossano, any 2005.

Entre les particularitats que diferencien aquest barri, cal destacar les seues celebracions festeres, com la Festa de Moros i Cristians, que se celebren en honor de la seua patrona, la Mare de Déu de l'Assumpció. Aquests festejos tenen lloc invariablement entre els dies 12 i 16 d'agost i entre els seus actes es poden destacar les ambaixades, les entrades, la processó i la retreta (desfilada de disfresses).
La seua organització va a càrrec de l'Associació de Comparses de Moros i Cristians d'Altossano i, com el seu propi nom indica, la integren les comparses participants en els festejos. En 2006, l'associació estava integrada per deu comparses, set de cristianes (Cavallers del Rei Jaume I, Contrabandistes, Corsaris, Croats, Maseros, Pirates i Zíngars) i tres de mores (Abencerrajes, Moros del Cordó i Pacos).
A més a més, compta amb dos comissions foguereres: La Ceràmica i Altozano Sud - Les Places.